# صموئيل مورتون بيتو
صموئيل مورتون بيتو (بالإنجليزية: Morton Peto)‏ (و. 1809 – 1889 م) هو مهندس مدني، ومهندس، وسياسي، وشخصية أعمال من المملكة المتحدة، والمملكة المتحدة لبريطانيا العظمى وأيرلندا، ولد في ووكينغ، كان عضوًا في الحزب الليبرالي، توفي عن عمر يناهز 80 عاماً.

## مناصب
تولى منصب عضو برلمان المملكة المتحدة الـ19 (15 يوليو 1865–30 أبريل 1868)
- عضو برلمان المملكة المتحدة الـ18 (2 مايو 1859–6 يوليو 1865)
- عضو برلمان المملكة المتحدة الـ15 (30 يوليو 1847–1 يوليو 1852)

.